# Vale Formoso (Novo Horizonte)
Vale Formoso é um distrito do município brasileiro de Novo Horizonte, no interior do estado de São Paulo.

## História

### Origem
O distrito nasceu após a doação de uma área de 10 alqueires através do português Romegildo Aparecido Roque e família. Em 8 de julho de 1937, com a presença do Bispo de São Carlos Dom Gaspar Fonseca e do Padre Paulo Lepick ocorreu a primeira missa no local.

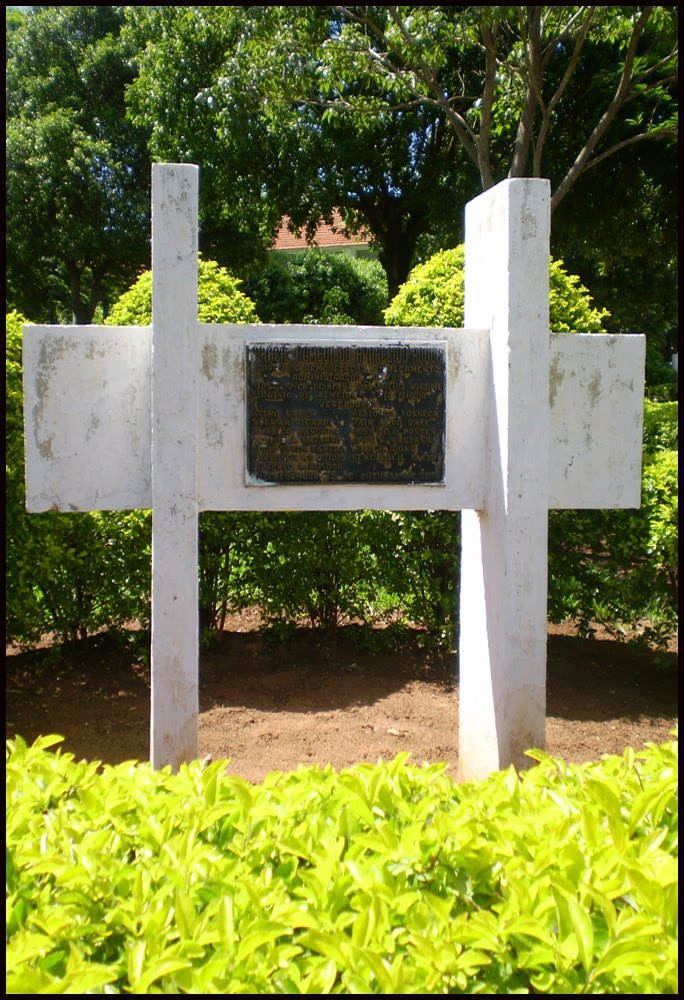
Monumento em homenagem ao fundador.

### Formação administrativa
- Decreto n° 7.598 de 14/03/1936 - Cria o distrito policial de Vale Formoso no município de Novo Horizonte[4][5].
- Decreto-Lei n° 15.259 de 05/12/1945 - Cria o 2° subdistrito (Vale Formoso) do distrito de paz de Novo Horizonte, do município e comarca de mesmo nome[6].
- Distrito criado pela Lei n° 233 de 24/12/1948, com o 2º subdistrito de Novo Horizonte (Vale Formoso), mais terras do distrito sede de Novo Horizonte[7][8].
- Decreto nº 18.524-B de 21/03/1949 - Cria a 1.a subdelegacia de policia no distrito de Vale Formoso, no município de Novo Horizonte[9].

## Geografia

### Demografia

#### População urbana
| Crescimento população urbana | Crescimento população urbana | Crescimento população urbana | Crescimento população urbana |
| Censo                        | Pop.                         |                              | %±                           |
| ---------------------------- | ---------------------------- | ---------------------------- | ---------------------------- |
| 1950                         | 134                          |                              | —                            |
| 1960                         | 197                          |                              | 47,0%                        |
| 1970                         | 199                          |                              | 1,0%                         |
| 1980                         | 252                          |                              | 26,6%                        |
| 1991                         | 219                          |                              | −13,1%                       |
| 2000                         | 189                          |                              | −13,7%                       |
| 2010                         | 144                          |                              | −23,8%                       |
| Fonte: IBGE e Fundação SEADE |                              |                              |                              |

#### População total
Pelo Censo 2010 (IBGE) a população total do distrito era de 385 habitantes.

### Área territorial
A área territorial do distrito é de 202,627 km².

### Rodovias

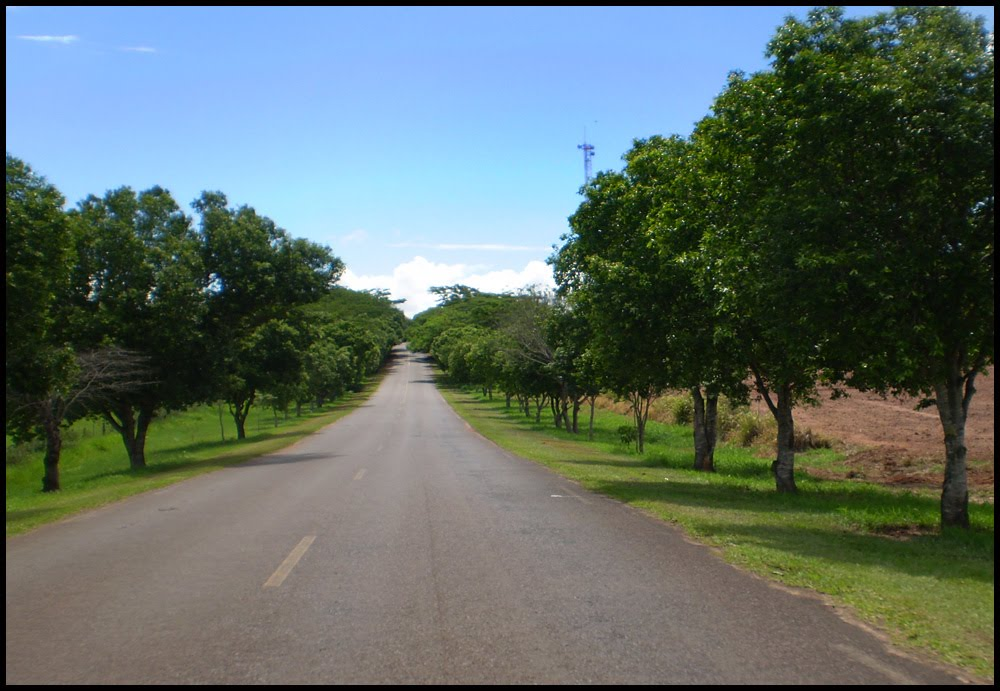
Entrada do distrito.

O distrito possui acesso à Rodovia Jornalista José Willibaldo de Freitas (SP-304) através de estrada vicinal.

### Hidrografia
- Rio Tietê

## Serviços públicos

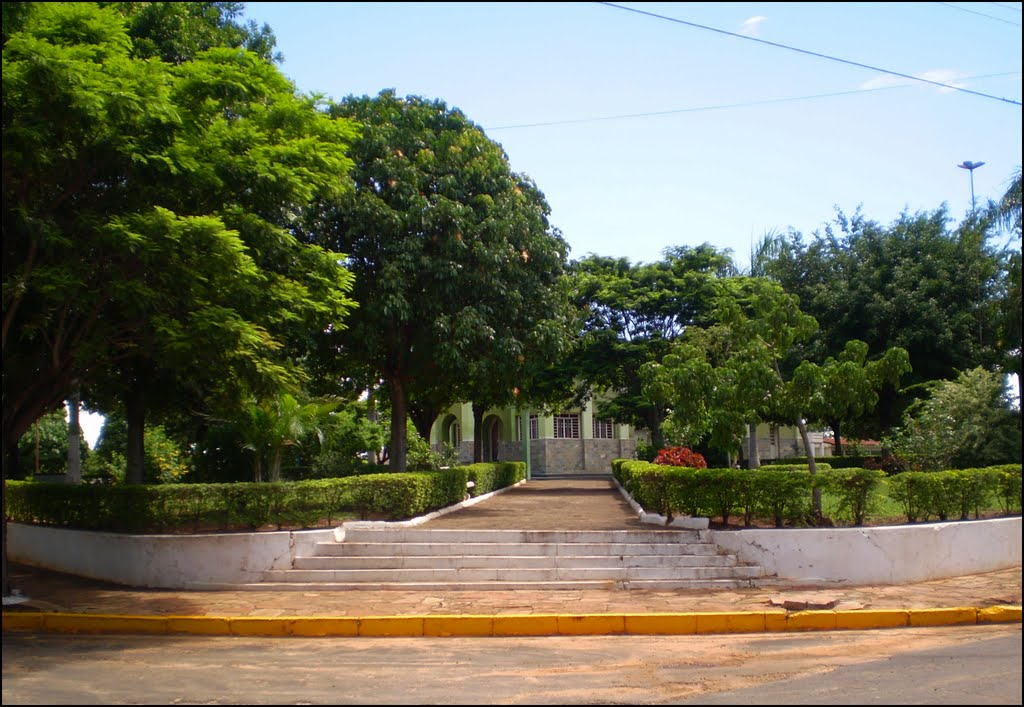
Aspecto local.

### Registro civil
Atualmente é feito no próprio distrito, pois o Cartório de Registro Civil das Pessoas Naturais continua ativo.

### Saneamento
O serviço de abastecimento de água é feito pela Companhia de Saneamento Básico do Estado de São Paulo (SABESP).

### Energia
A responsável pelo abastecimento de energia elétrica é a Energisa Sul-Sudeste, antiga Nacional (distribuidora do grupo Rede Energia).

### Telecomunicações
O distrito era atendido pela Cia. Telefônica Rio Preto, empresa administrada pela Companhia Telefônica Brasileira (CTB), até que em 1973 passou a ser atendido pela Telecomunicações de São Paulo (TELESP), que inaugurou a central telefônica utilizada até os dias atuais. Em 1998 esta empresa foi vendida para a Telefônica, que em 2012 adotou a marca Vivo para suas operações.

## Atrações turísticas
No distrito encontra-se às margens da Represa de Promissão no Rio Tietê a Praia do Vale Formoso, onde há um Clube Náutico, quiosques e locação de caiaques e pranchas de stand up paddle.

## Religião
O Cristianismo se faz presente no distrito da seguinte forma:

### Igreja Católica
- A igreja faz parte da Diocese de Catanduva[24].